# American Family Insurance
American Family Insurance Group — взаимная страховая компания США, специализируется на имущественном страховании. Штаб-квартира в столице штата Висконсин городе Мадисон.

## История
Компания основана в 1927 году как взаимная компания автострахования фермеров штата Висконсин (Farmers Mutual Automobile Insurance Company). С 1957 года начала заниматься другими видами имущественного страхования, а в 1958 году создала дочернюю компанию по страхованию жизни. В 1963 году название компании было изменено на Американская семейная взаимная страховая компания (American Family Mutual Insurance Company). К началу XXI века компания работала в 17 штатах. В 2012 году была куплена страховая компания The General Insurance. За этим последовало ещё несколько приобретений: Homesite Insurance в 2013 году, HomeGauge и Networked Insights в 2017 году, Main Street America Insurance в 2018 году, Ameriprise Auto & Home в 2019 году.

## Деятельность
Из выручки 12,9 млрд долларов в 2020 году на страховые премии пришлось 11,7 млрд долларов, на инвестиционный доход — 975 млн. Страховые выплаты составили 8,4 млрд. Активы на конец года составили 33,9 млрд, из них 19,1 млрд пришлось на инвестиции в облигации, 4,1 млрд на инвестиции в акции.